# هنري بير
هنري بير هو سياسي كندي، ولد في 7 يونيو 1853، وتوفي في 2 أغسطس 1886.